# 楽園駅 (咸鏡南道)
楽園駅（ラグォンえき）は朝鮮民主主義人民共和国咸鏡南道楽園郡に位置する朝鮮民主主義人民共和国鉄道省平羅線の駅である。

## 歴史
- 1923年9月25日：退潮駅として開業[1]。
- 日時不明：楽園駅に改称。

## 特記事項
当駅付近から楽園官邸（72号招待所）方面への専用線が分岐している。